# An Arabian Knight
An Arabian Knight è un film muto del 1920 diretto da Charles Swickard. Fu l'ultimo film della carriera del regista di origine tedesca.

## Trama
In Egitto, l'archeologo George Darwin sta lavorando agli scavi del tempio di Ra, a Luxor. Sua sorella Cordelia, una donna nubile non più giovanissima, si immagina di essere l'incarnazione della principessa egiziana Rhodolphis. Dichiara che Ahmed, un giovane asinaio arabo, è l'incarnazione del principe amato e perduto duemila anni prima. Così Cordelia, che lo vuole accanto a sé, gli trova un lavoro in casa Darwin. Ben presto Ahmed diventa indispensabile e salva Elinor Wayne, la pupilla dell'egittologo, dall'essere rapita da Aboul Pasha. Il dissoluto egiziano, però, ritorna all'attacco con una banda di drogati, ma Ahmed respinge gli assalitori, salva i Darwin e conquista il cuore di Elinor.

## Produzione
Il film fu prodotto dalla Haworth Pictures Corporation.

## Distribuzione
Distribuito dalla Robertson-Cole Distributing Corporation, il film uscì nelle sale cinematografiche degli Stati Uniti il 22 agosto 1920. In Francia fu distribuito il 6 giugno 1924 dalla Mappemonde Film con il titolo Prince d'Orient.
Non si conoscono copie ancora esistenti del film che si ritiene perduto.